# Conseil national de l’industrie
Pour les articles homonymes, voir CNI.
Le Conseil national de l'industrie (CNI) est une instance consultative placée auprès du Premier ministre de la République française. Il était créé en juin 2010 sous le nom de « Conférence nationale de l'industrie », destinée à éclairer et conseiller les pouvoirs publics sur la situation de l'industrie et des services à l'industrie en France. Elle est devenue le « Conseil national de l’industrie » en février 2013. Le CNI est membre du réseau coordonné par France Stratégie.

## Création et objectifs
Le Conseil national de l'industrie (CNI) est une instance consultative créée par le décret no 2010-596 du 3 juin 2010 de M. François Fillon, Premier ministre de la République française. Elle est destinée à éclairer et conseiller les pouvoirs publics sur la situation de l'industrie et des services à l'industrie en France, aux niveaux national et territorial. Elle peut proposer des actions, de dimension nationale ou européenne, visant à soutenir la compétitivité et le développement de ces secteurs d'activité, des emplois et des compétences associés, Elle peut également soumettre des avis argumentés et des propositions relatifs à l'efficacité des aides publiques dont bénéficie l'industrie, ainsi qu'à l'impact des politiques publiques sur l'industrie et les services à l'industrie

## Composition et fonctionnement
Le CNI a été installée le 8 juillet 2010. Il est présidé par le Premier ministre et composé:
- de membres de droit :
  - les ministres concernés : chargés de l’industrie, de l’économie, des petites et moyennes entreprises, de la recherche, de l’énergie, de l’éducation nationale, de l’emploi, du travail, de l’écologie, de l’agriculture, des transports et de l’aménagement du territoire ainsi que de la défense ;
  - un député et un sénateur ;
  - le président de Régions de France ou un représentant qu'il désigne ;
  - le président de l'Association des maires de France ou un représentant qu'il désigne ;
  - le président de l'Assemblée des communautés de France ou un représentant qu'il désigne ;
  - le président de France Urbaine ou un représentant qu'il désigne ;
  - le président de CCI France ;
  - le président de l'Assemblée permanente des chambres de métiers et de l'artisanat ;
  - le commissaire général à la stratégie et à la prospective ;
  - le commissaire général à l'investissement ;
  - le commissaire aux participations de l'État ;
  - le directeur général de la Banque publique d'investissement ;
  - le directeur général de l'agence Business France ;
  - le médiateur national du crédit ;
  - le médiateur des entreprises ;
  - le vice-président de la Commission nationale des services.

- Les membres de trois collèges :
  - le collège des entreprises industrielles, composé de dix membres nommés pour trois ans par arrêté du Premier ministre sur proposition du ministre chargé de l'industrie, et d'un représentant de chacune des organisations professionnelles d'employeurs les plus représentatives au niveau national et interprofessionnel, désigné par cette organisation, dans la limite de trois membres ;
  - le collège des salariés de l'industrie, composé de deux membres de chacune des organisations syndicales les plus représentatives au niveau national et interprofessionnel des salariés, nommés pour trois ans par arrêté du Premier ministre sur proposition de l'organisation, dans la limite de dix membres ;
  - le collège des personnalités qualifiées, composé de six membres, choisis en fonction de leurs compétences ou de leur expérience dans le domaine de l'industrie, nommés pour trois ans par arrêté du Premier ministre sur proposition du ministre chargé de l'industrie.

Le CNI possède un vice-président nommé par le Premier ministre et assisté d’un bureau de quatre membres. Il établit un rapport public annuel. Le vice-président est, depuis décembre 2020, Alexandre Saubot également président de France Industrie. Il succède à Philippe Varin.
Le conseil national de l'industrie est rattaché pour sa gestion administrative et budgétaire au ministre chargé de l'industrie.

## Le rapport annuel 2011
Le rapport annuel 2011, publié en février 2012 et intitulé « Ensemble, réindustrialiser la France pour la croissance et l'emploi », identifiait neuf enjeux pour une croissance durable de l’industrie française et formulait, pour chaque enjeu, plusieurs propositions. Il montrait que les résultats socio-économiques de l'industrie et des filières stratégiques en France étaient « contrastés et marqués par la conjoncture ».
Il émettait, après analyse, des propositions relatives à chacune de douze filières stratégiques et faisait part de huit recommandations pour l'année 2012. Le rapport incluait enfin en annexe les contributions de six organisations syndicales partenaires ainsi que celles des douze Comités stratégiques de filières (CSF) et de quatre groupes de travail transversaux.

## La CNI et le «Rapport Gallois»
Plusieurs des recommandations du rapport annuel 2011 seront reprises par le « Rapport Gallois du 5 novembre 2012, notamment la nécessité de nouvelles actions structurelles et ciblées pour un « choc de compétitivité », terme que l’on retrouve aussi bien dans les publications de l’Institut de l’entreprise que dans la proposition phare du rapport Gallois.
Le « Rapport Gallois » indiquait que le tissu productif français était partagé entre des grandes entreprises de dimension mondiale et de très nombreuses PME implantées partout sur le territoire. Il notait que les grandes entreprises devraient nouer davantage de partenariats avec les PME, ce qui devrait faire émerger des entreprises de taille intermédiaire (ETI). Dans ce but, il recommandait un rôle accru pour la CNI :
- la CNI pourrait prendre en charge les débats sur les préconisations sectorielles relatives à la compétitivité[8]
- les travaux de la CNI pourraient être coordonnés par un « Commissariat à la prospective » à créer[9]
- les moyens de la CNI devraient être renforcés, et une de ses missions devrait être d’évaluer l’impact des différents systèmes d’aides à l’industrie[9]
- les Comités stratégiques de filière de la CNI devraient jouer un rôle plus important dans l’élaboration de stratégies communes et le dialogue social au sein de chaque filière[10].

## De la Conférence Nationale de l’Industrie au Conseil National de l’Industrie
Le lendemain, le « Pacte national pour la croissance, la compétitivité et l’emploi » du 6 novembre 2012 décidait de « refonder la Conférence Nationale de l’Industrie (CNI) pour élaborer et mettre en œuvre des pactes entre les entreprises d’une même filière ». La CNI est ainsi devenue le « Conseil National de l’Industrie » (le CNI), qui était installé le 5 février 2013, « avec l’objectif de promouvoir des pactes entre les industries qui dépendent les unes des autres » et officialisé par le décret n° 2013-162 du 22 février 2013, publié le 24 février 2013.
Le CNI reprenait les objectifs de la CNI, mais « en favorisant les propositions qui conduisent à l'émergence de contrats de filière mis en œuvre par tout ou partie des participants aux comités de filières industrielles ». Les ministres chargés du commerce extérieur, de l’artisanat, du commerce, de l'enseignement supérieur, de l'agroalimentaire, de la santé devenaient membres de droit, ainsi que les présidents de l’Association des régions de France, de l’Association des maires de France, de l’Assemblée des chambres françaises de commerce et d’industrie et de l’Assemblée permanente des chambres de métiers et de l'artisanat, le commissaire aux participations de l'État et le directeur général de la Banque publique d'investissement. Les avis et propositions du CNI seront désormais adoptés par les membres des collèges des entreprises industrielles, des salariés de l'industrie et des personnalités qualifiées. Enfin, le bureau du CNI comprend cinq membres désignés par le collège des entreprises industrielles et cinq membres désignés par le collège des salariés de l'industrie (au lieu d'un seul membre de chaque collège) et trois membres désignés par le ministre chargé de l'industrie (au lieu d'un unique secrétaire-général),.

## Le Conseil national de l'industrie (CNI) numérique
Le Conseil national de l’industrie numérique, créé le 11 juillet 2018, est un nouvel outil pour l'élaboration des contrats stratégiques de filières. Il coordonne l’action de l’Alliance industrie du futur et celle de l’État, avec l'objectif d'accélérer la transformation du tissu industriel français vers l’Industrie du Futur grâce au numérique.
Le CNI numérique est co-présidé par la Secrétaire d’État auprès du ministre de l’Économie et des Finances, et par le Secrétaire d’État auprès de Premier ministre, chargé du numérique.

## Le Conseil national de l'industrie (CNI) international
Le Conseil National de l'Industrie international, installé le 23 juillet 2018 est un outil du conseil national de l'industrie. Il a pour objectif de rassembler les acteurs publics et privés de l'export, en vue de dynamiser les exportations de l'industrie française. Il vise à accélérer et améliorer l'efficacité des actions destinées au développement des flux d'exportation, à favoriser l'internationalisation des PME et ETI industrielles (entreprises de taille intermédiaire) dans les territoires et à accroitre le contenu "made in France" des offres industrielles françaises.
Il est coprésidé par le secrétaire d'État auprès du ministre de l'Europe et des affaires étrangères et la secrétaire d'État auprès du ministre de l'économie et des finances.

## Les Comités stratégiques de filières (CSF)
Ils sont au nombre de vingt :
- Aéronautique
- Agroalimentaire
- Automobile
- Bois ; président Luc Charmasson[22]
- Chimie et matériaux
- Construction
- Eau
- Électronique
- Ferroviaire
- Infrastructures du numérique
- Logiciels et solutions numériques de confiance ; président Michel Paulin[23]
- Mer
- Mines et métallurgie
- Mode et Luxe
- Nouveaux systèmes énergétiques
- Nucléaire
- Santé
- Sécurité
- Transformation et valorisation des Déchets
- Solutions Industrie du Futur.